# Lac des Commissaires
Der Lac des Commissaires ist ein See in der Verwaltungsregion Saguenay–Lac-Saint-Jean der kanadischen Provinz Québec.

## Lage
Der Lac des Commissaires liegt 25 km südlich des Lac Saint-Jean. Der 29 km² große langgestreckte See liegt auf einer Höhe von 312 m und hat eine Länge in Nord-Süd-Richtung von 29 km. Die maximale Breite liegt bei 2 km. Die maximale Wassertiefe beträgt 46 m. In sein Südende mündet der Rivière des Commissaires. An seinem Ostufer entwässert der Rivière Ouiatchouan den Lac des Commissaires zum Lac Saint-Jean. Der Abfluss des Sees wird am Staudamm Barrage des Commissaires reguliert.
Die Route 155 verläuft entlang dem südlichen Ostufer.